# 霞浦站 (福建省)
霞浦站位于福建省宁德市霞浦县松港街道，归属南昌铁路局，是一座客货车站，距县城中心约4千米。于2009年9月28日随温福铁路正式通车同时启用。

## 车站设施
霞浦站为仿唐风格的两层建筑，设有站前广场。站房一层主要为候车室及售票厅，二层为乘务员办公地点。站房面积3710平方米，候车室最高可容纳600人。
进出站口都设有自动验票机。2020年，部分自动检票机得到了更换与升级。

## 历史
2017年9月21日全国铁路运行图调整后，霞浦站增开福州-霞浦D9866次、霞浦-福州D9865次，是霞浦站有史以来的首对始发终到动车组列车。2017年12月28日全国铁路运行图调整后，该对列车延伸至福鼎站始发终到，同时不再停靠霞浦站。
2019年2月，霞浦县火车站站房改扩建工程可行性研究报告得到批复。2020年1月，霞浦火车站站房改扩建开工，计划在2020年11月竣工。受2019冠状病毒病疫情影响，改扩建工程延期至2020年11月才开工，2021年10月1日，霞浦站改扩建工程宣告竣工。
霞浦火车站站房改扩建工程计划总投资8440.09万元，对原站房候车厅往南扩建，在扩建候车厅东侧新建售票厅，在扩建候车厅西侧新建配套客运用房，扩建候车厅南侧为安检区和风雨廊。新建站房建筑面积为2016.48平方米，出站厅280.71平方米，新建风雨廊1423.44平方米，新建消防泵房地上20.09平方米、地下241.24平方米。工程建设内容包括：改扩建候车室及售票厅（含原售票用房迁改）、改建原贵宾室、新建风雨廊、新建消防泵房以及相关机电设备的改造等。项目总投资为7429.67万元，资金来源为地方政府财政资金。扩建后，站房总建筑面积将达到5234平方米。其中，候车室建筑面积为1906平方米，增设自动扶梯3台，自动人行道1台，配套风雨廊建筑面积为1699平方米，站前广场面积为3934平方米，日最高聚集人数为1600人。

## 使用情况
截止2021年7月，每日有32趟列车在霞浦站停靠，无始发与终到列车。

## 相邻车站

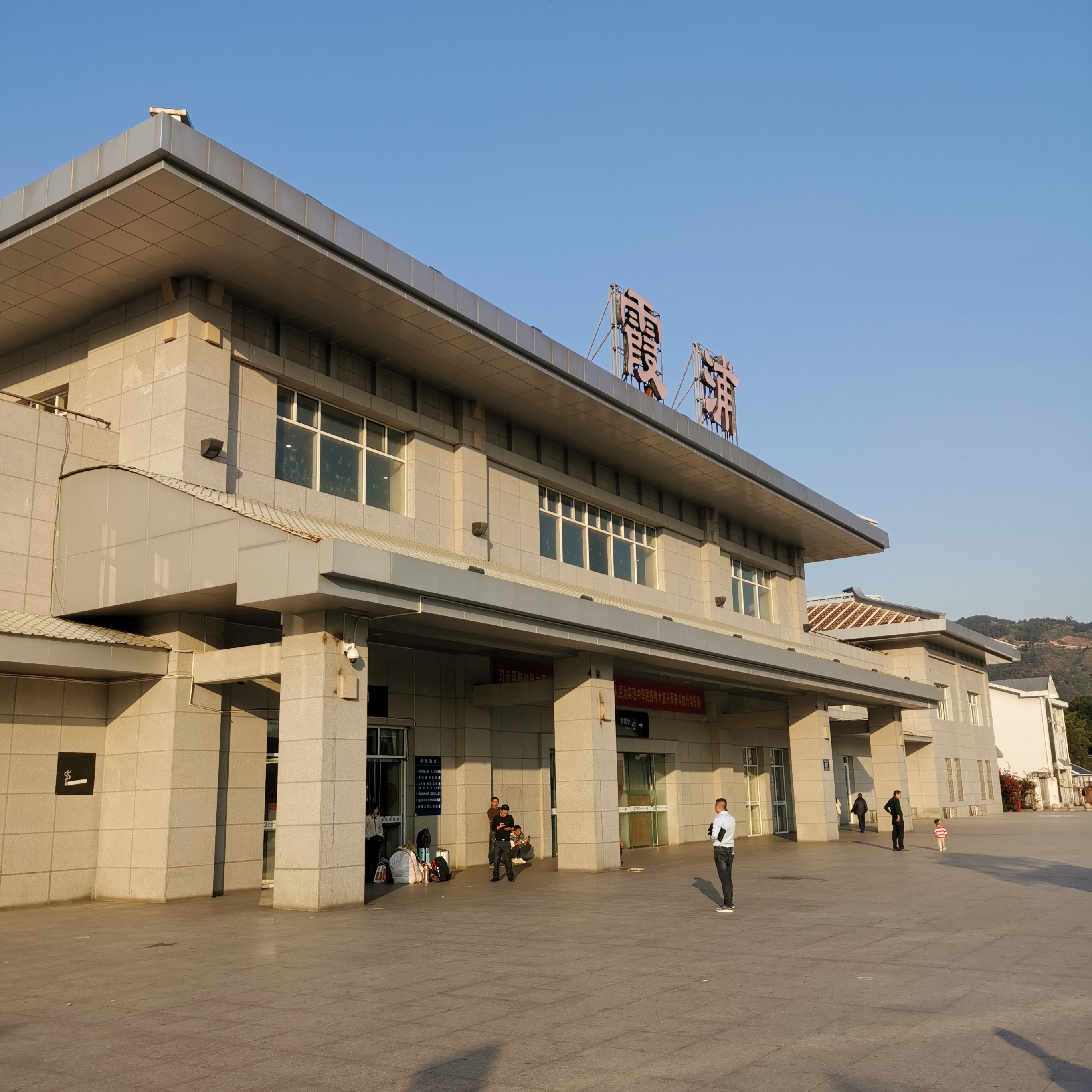
霞浦站2020年之前的旧站房
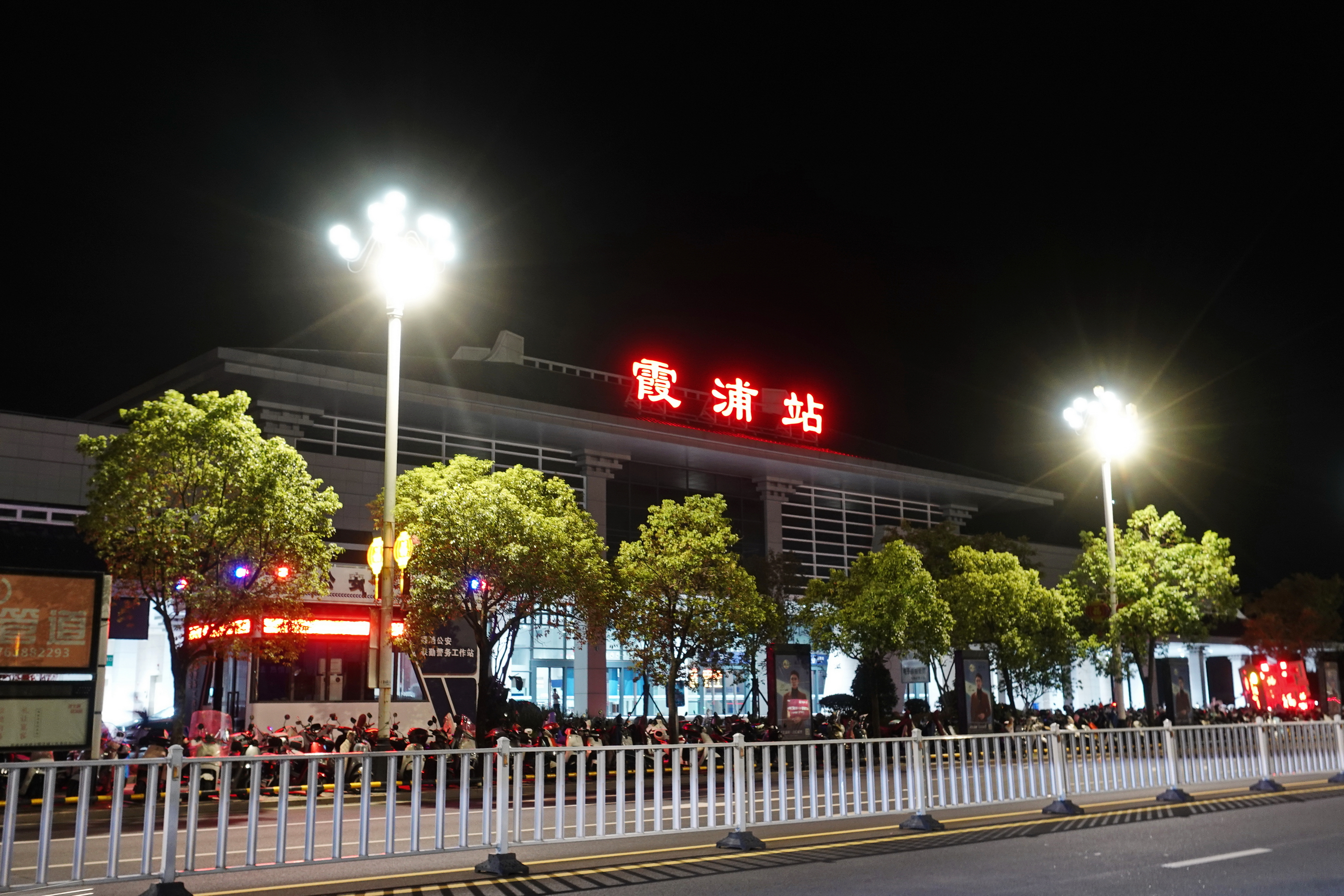
霞浦站
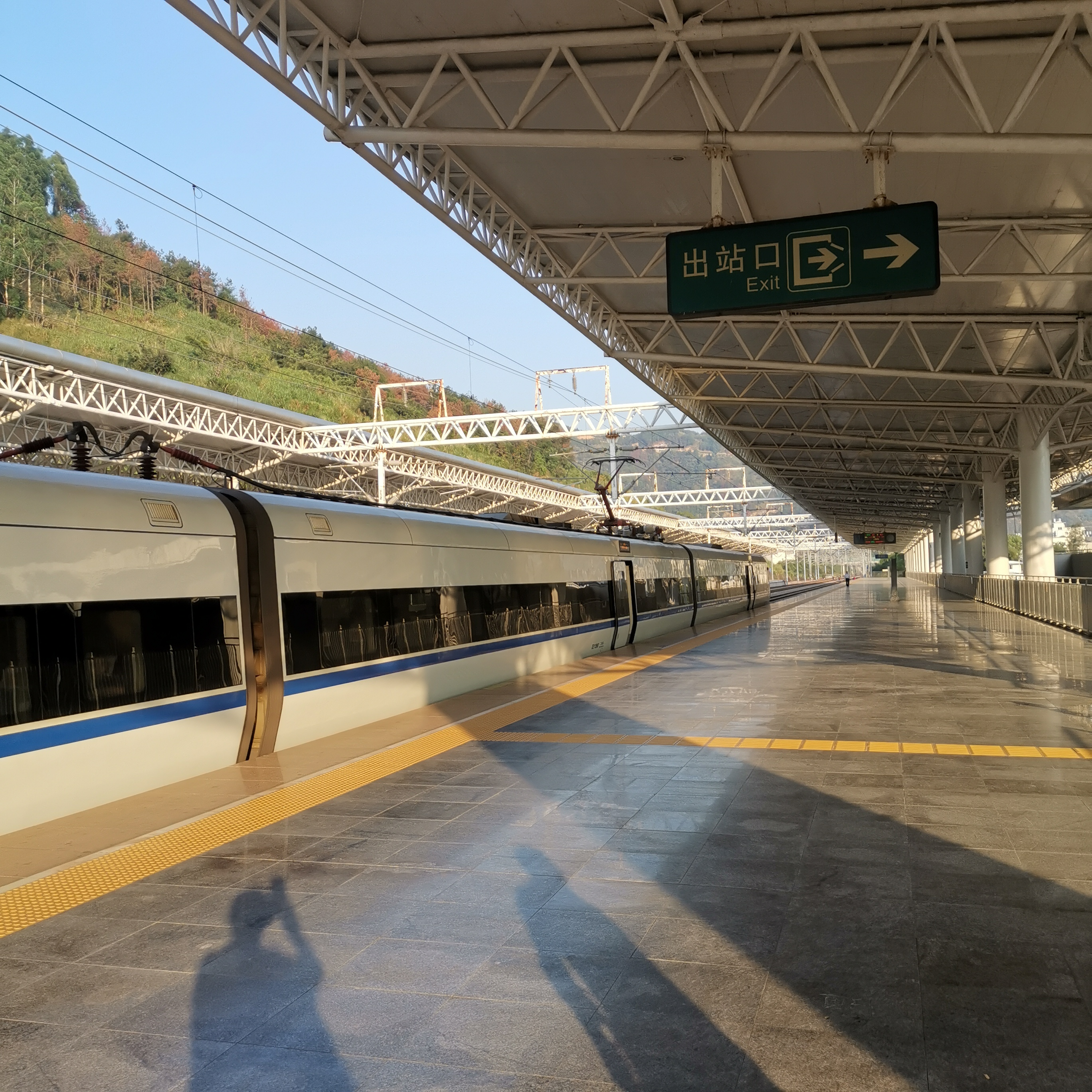
霞浦站月台